# 佐佐木あつし
佐佐木 あつし（ささき あつし、1963年6月4日 - ）は日本の男性漫画家。コミックプロデューサー。
株式会社エートゥシー・プロダクション代表取締役。京都市伏見区出身。血液型はO型。
1985年『あの娘はわがままシンデレラ』でデビュー。
代表作に『ぶらり鉄扇捕物帳』、『ガリンペイロ』、『灰色の十字架』、『激打ちラッシュ』、『ランドセルン ZERO BASED』など。ラブコメディから歴史、ギャンブル、ミステリーなど

## 概要
幼少期は体が弱く、持病の喘息や相次ぐ交通事故で入退院を繰り返し、病室のベッドで漫画を描いて過ごす日々を送る。
1980年、京都市立伏見工業高等学校デザイン科を中退。
17歳で独立し、漫画家を目指してその後日本各地を点々と旅をして回る。
1983年頃、東京都小金井市に転入。
1986年、講談社月刊少年マガジンから「あの娘はわがままシンデレラ」でデビュー。
その後、秋田書店の月刊少年チャンピオンなどでオムニバスの短編読み切りや、短期連載をしている時期に、本人が三世の兄と慕う漫画家あおきてつおと巡り逢う。
1989年、あおきてつおが代表を務めるPIEZOコミックに参入。以来漫画家とコミックプロデューサーの二足のわらじで活動を開始。
企業コミックとして株式会社セントラルスポーツのセントラルキッズ（現在はセントラルスポーツキッズ）での長期連載を始め大手企業の企業漫画を多く手がける。
一般作品では、実業の日本社の漫画サンデーに連載した「ガリンペイロ」が大野哲生・田中美保の主演でビデオドラマ化される（ビデオタイトル『ガリンペイロ　絆という金塊』）。
2017年冬のコミックマーケットにて一峰大二の82歳でコミケに初参加に協力。以降、一峰大二の公式エージェンシー・アシスタントとして一峰大二作品の製作・編集に携わる。

## 代表作
- ぶらり鉄扇捕物帳（集英社）
- 灰色の十字架（草土文化社）
- ガリンペイロ（実業之日本社）
- ダウト（英和出版）
- その時歴史が動いた（ホーム社）
- 『ランドセルン ZERO BASED』

## 出展
- 靖国神社　みたままつり
- 荏柄天神社 絵筆塚祭
- 銀座長谷川画廊「第1回 漫彩展」

## 企業コミック実績
- 株式会社大塚商会
- Harley-Davidson Japan
- 日野自動車株式会社
- 常磐興産株式会社スパリゾートハワイアンズ

## プロデュース作品
- 暴走列伝 単車の虎[2]。（コミカライズ）（原作 中澤 浩史 (著), 漫画 所 十三 (著)）
- ほめすく ~叱らずほめて、すくすく子育て~ (SUKUPARA SELECTION)尾木直樹  (著), サクラ聖 (イラスト)
- 鉄龍 レール・オブ・ザ・デッド　（原作：浅生マサヒロ　漫画：井上いちろう）
- 新電人アロー（一峰大二）

## プロデュース企画
- 大萬茶会「天上の虹 完結記念! 里中満智子と仲間たち」
- スロパチフェスティバル 漫画家達の舞台裏ラフ画展（ドン・キホーテ秋葉原店2021年7月16日～19日）
- スロパチフェスティバル2022～進化～（ドン・キホーテ秋葉原店2022年7月29日～31日）
- 佐佐木あつし常設展（スパイスカフェ フンザ）
- ワルプルギスの夜（2024年4月28日(日)〜5月1日(水)、東京都　中野gallery o2）

## コンサルティング
- スパイスカフェ フンザ（トータルコーディネイト・デザイン）